# Sarah Hunter (Rollstuhltennisspielerin)
Sarah Hunter (* 16. März 1965 in White Rock) ist eine ehemalige kanadische Rollstuhltennisspielerin.

## Karriere
Sarah Hunter begann im Alter von 34 Jahren mit dem Rollstuhltennis und startet in der Klasse der Quadriplegiker.
Sie nahm an zwei Paralympischen Spielen teil. 2004 schied sie in Athen im Einzel im Viertelfinale gegen Peter Norfolk aus. Im Doppel erreichte sie mit Brian McPhate das Halbfinale. Dort verloren sie gegen David Wagner und Nick Taylor, wie auch im anschließenden Spiel um Bronze gegen Monique de Beer und Bas van Erp.
Beim Wheelchair Tennis Masters gewann Sarah Hunter 2003 und 2004 die Doppelkonkurrenz an der Seite von Peter Norfolk. 2013 erreichte sie nochmals mit Greg Hasterok das Endspiel, das sie gegen David Wagner und Nick Taylor verloren.
In der Weltrangliste erreichte sie ihre besten Platzierungen mit Rang zwei im Einzel am 21. April 2003 sowie mit Rang 14 im Doppel am 16. Oktober 2001.
2016 beendete sie ihre Karriere.